# Hulsberg

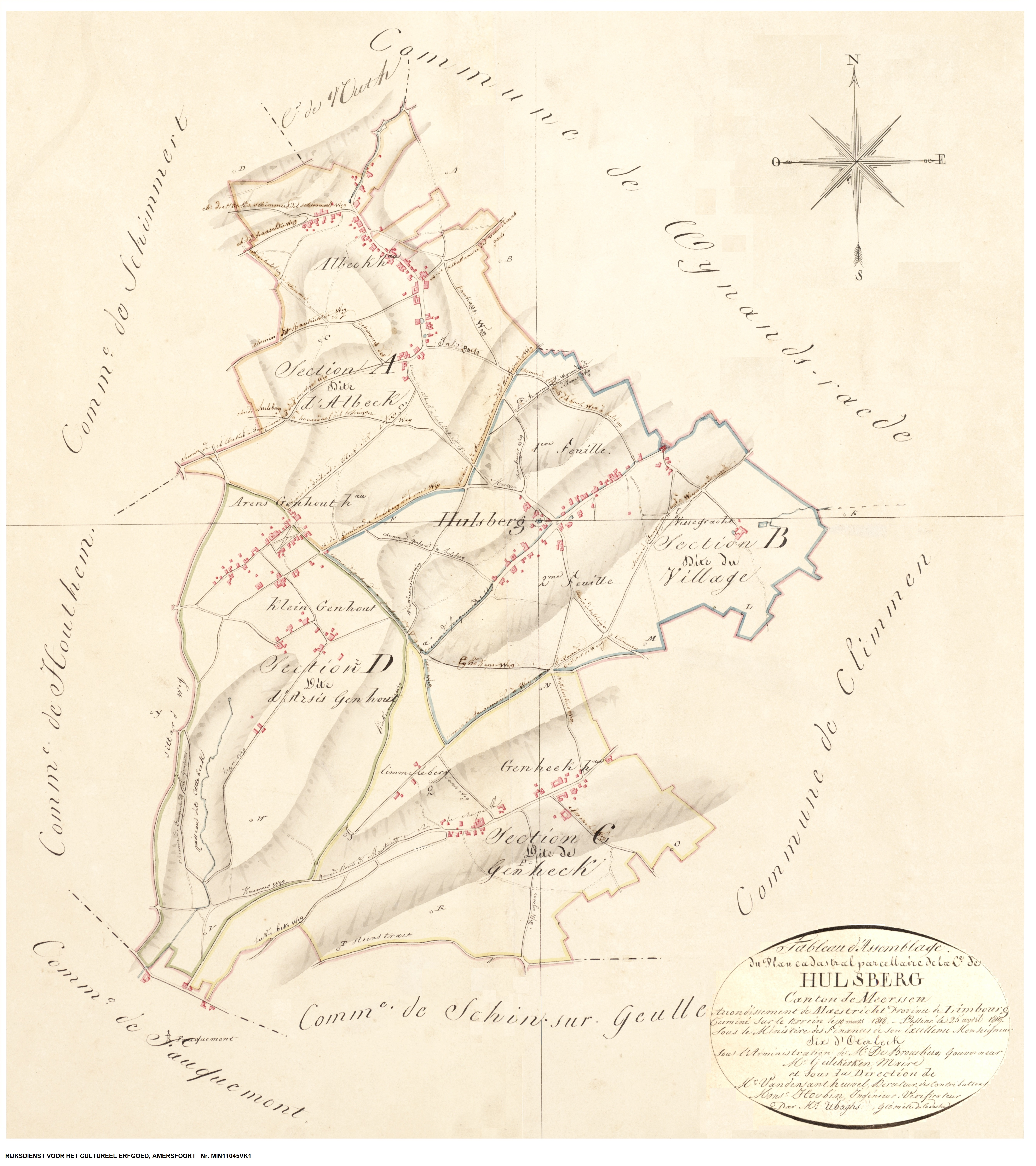
Kadasterkaart gemeente Hulsberg 1819

Hulsberg (Limburgs: Hölsberg) is een dorp in de gemeente Beekdaelen in het zuiden van Nederlands Limburg. Op 1 januari 2023 woonden er 3.905 mensen. Tot 1982 was Hulsberg een zelfstandige gemeente, waarna het tot 2019 behoorde tot de gemeente Nuth. Een deel van het gebied van de voormalige gemeente Hulsberg kwam bij de gemeente Valkenburg aan de Geul en een deel ging naar Voerendaal. In 1941  was er bij een grenscorrectie al 0,96 km² (met 919 inwoners) aan de gemeente Valkenburg-Houthem toegevoegd.

## Geschiedenis
Hulsberg werd voor het eerst vermeld in 1147 als Huleberga. De naam betekent "bij de met hulst begroeide berg". Het dorp werd onder andere oude schrijfwijzen genoemd als: Hulsberge (1154) en Hulesberge (1178). Het ontwikkelde zich als driesdorp. De Dries is de huidige Kerkheuvel en van daaruit vond bebouwing plaats langs de Kerkstraat en de Kerkbergweg. Vervolgens breidde het dorp zich uit langs de Raadhuisstraat en de Wissengrachtweg. Het dorp werd in 986 geschonken aan de Sint Remigiusabdij van Reims, die van de plaats een proostdij maakte. De Rooms-Katholieke parochie H. Clemens is in 1202 gesticht. Tijdens het Franse bestuur is tegen het einde van de 18e eeuw de gemeente Hulsberg ontstaan uit het kerspel of de parochie Hulsberg, die sinds mensenheugenis deel uitmaakte van het koninklijk domeingoed van Meerssen. Hulsberg behoorde tot het Land van Valkenburg. Het had geen eigen schepenbank maar viel onder de hoofdbank Klimmen. Tot en met 1981 was Hulsberg een zelfstandige gemeente, terug te zien aan een putdeksel met het opschrift "Gemeente Hulsberg" in de stoep op de Nieuweweg (van Valkenburg naar Hulsberg). Het gemeentehuis bevond zich boven aan de schoolstraat, waar nu nog de voormalige toren als kunstwerk is overgebleven.

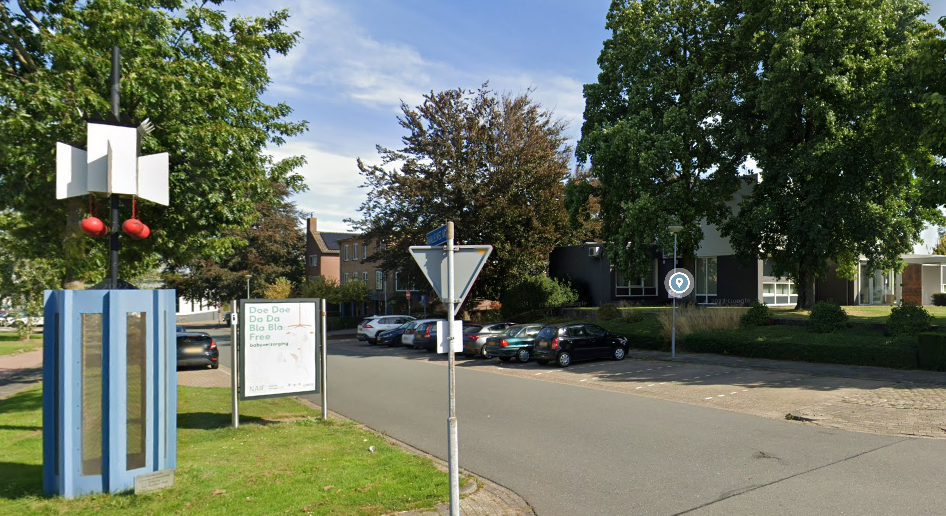
Torentje van voormalig gemeentehuis Hulsberg

## Buurtschappen

### Aalbeek
Aalbeek (Aolbaek), met als oudere schrijfwijzen: Albeek, Albeeck (onbekend), Oelbeek (1324), Aelbeke (1410), Oelbeek (1596) en Aelbeek of Aalbeek (1840).
De vormen met 'oel' wijzen op 'ôle' voor 'laagliggend land, vochtige plek'.
Aalbeek was tot 1981 grotendeels onderdeel van gemeente Hulsberg en gedeeltelijk Wijnansrade.

### Arensgenhout
Arensgenhout (Arensgenhout), met als oudere schrijfwijzen: Arensgenhoud, Gen Hold (1389), Arendsgenhoud (1840), soms ook afgekort tot 'Den Hout'.
In 1383 kwam Gen Holt aan Arnold, zoon van Francke Struver van Bunde. Het eerste lid van deze naam is de dialectvorm 'Aren van Arnold'. Op sommige plattegronden wordt ook nog Kleingehout als aparte buurtschap vermeld, maar doorgaans wordt dit als onderdeel van de buurtschap Arensgehout beschouwd. Wel staat er ter plekke een wit plaatsnaambord.

## Natuur en landschap
Hulsberg ligt op het Centraal Plateau op een hoogte van ongeveer 130 meter. Vanaf Hulsberg stroomt de Hulsbergerbeek in noordoostelijke richting naar de Geleenbeek. Langs deze beek ligt het natuurgebied Hulsberger Beemden.
Tot Hulsberg behoren ook de buurtschappen Arensgenhout, Aalbeek en Kleingenhout.
Vanuit Aalbeek stroomt de Platsbeek eveneens in noordoostelijke richting van het plateau af.

## Bezienswaardigheden
- De Sint-Clemenskerk gewijd aan de heilige Clemens. Het gebouw dateert oorspronkelijk uit 1820, maar het werd ingrijpend verbouwd en vergroot in 1908 en 1930. De glas-in-loodramen zijn gemaakt door Hans Truyen. Het orgel is gebouwd door de Maastrichtse orgelbouwers Willem Theodoor Pieter Theo Pereboom en Jean Leyser en is rond de jaarwisseling van 1871/1872 geplaatst. In het instrument is pijpwerk uit de 18e eeuw verwerkt.
- Klooster van de Oblaten van de Assumptie, opgetrokken uit Kunrader steen.
- De Heilig Hart-nis met beeld van 1941.
- De Mariakapel nabij Wissengrachtweg 38, van 1937.
- De Hoeve Wissegracht, aan Wissengrachtweg 76, is een mergelstenen carréboerderij met vermoedelijk 15e-eeuwse kern.
- De Hoeve De Heihof, aan de Heihofweg 8, was een grootleen van Valkenburg. In 1486 in het bezit van de familie van der Sarghe, waarnaar het ook Sarghenleen werd genoemd. In 1646 verworven door Adriaan de Groot, heer van Strucht.
- Hoeve Klimmenerweg 10 (1833)
- Hoeve Klimmenerweg 8 (1840)
- L-vormig vakwerkhuis aan Wissengrachtweg 25.
- Diverse historische boerderijen in de buurtschappen Arensgenhout en Aalbeek, zie daar.

## Zendmast
Hulsberg is bekend door de 229,5 meter boven NAP (NAP: +128,5m) uitstekende zendmast "Hulsberg". Deze zendmast staat echter niet op grondgebied van de gemeente Beekdaelen, maar in de buurtschap Emmaberg op de gelijknamige heuvel van 134,3 meter hoog, die door de herindeling van 1982 overging van de voormalige gemeente Hulsberg naar de gemeente Valkenburg aan de Geul.

## Trivia
Op maandag 22 oktober 2001 brachten kroonprins Willem-Alexander en zijn verloofde prinses Máxima Zorreguieta een bezoek aan Hulsberg. In de oud-Limburgse carréboerderij Wissengracht voerden zij gesprekken met deskundigen over grensoverschrijdende gezondheidszorg in de Euregio Maas-Rijn. In Limburg, dat door twee buurlanden wordt omringd, is veel vraag naar gezondheidszorgvoorzieningen over de grens.

## Bekende inwoners
- Jan Umbgrove (1899-1954), geoloog en aardwetenschapper
- Ada Kok (1947), zwemster
- Sef Vergoossen (1947), voetbaltrainer

## Nabijgelegen kernen
Valkenburg, Klimmen, Nuth, Schimmert, Wijnandsrade

## Zie ook

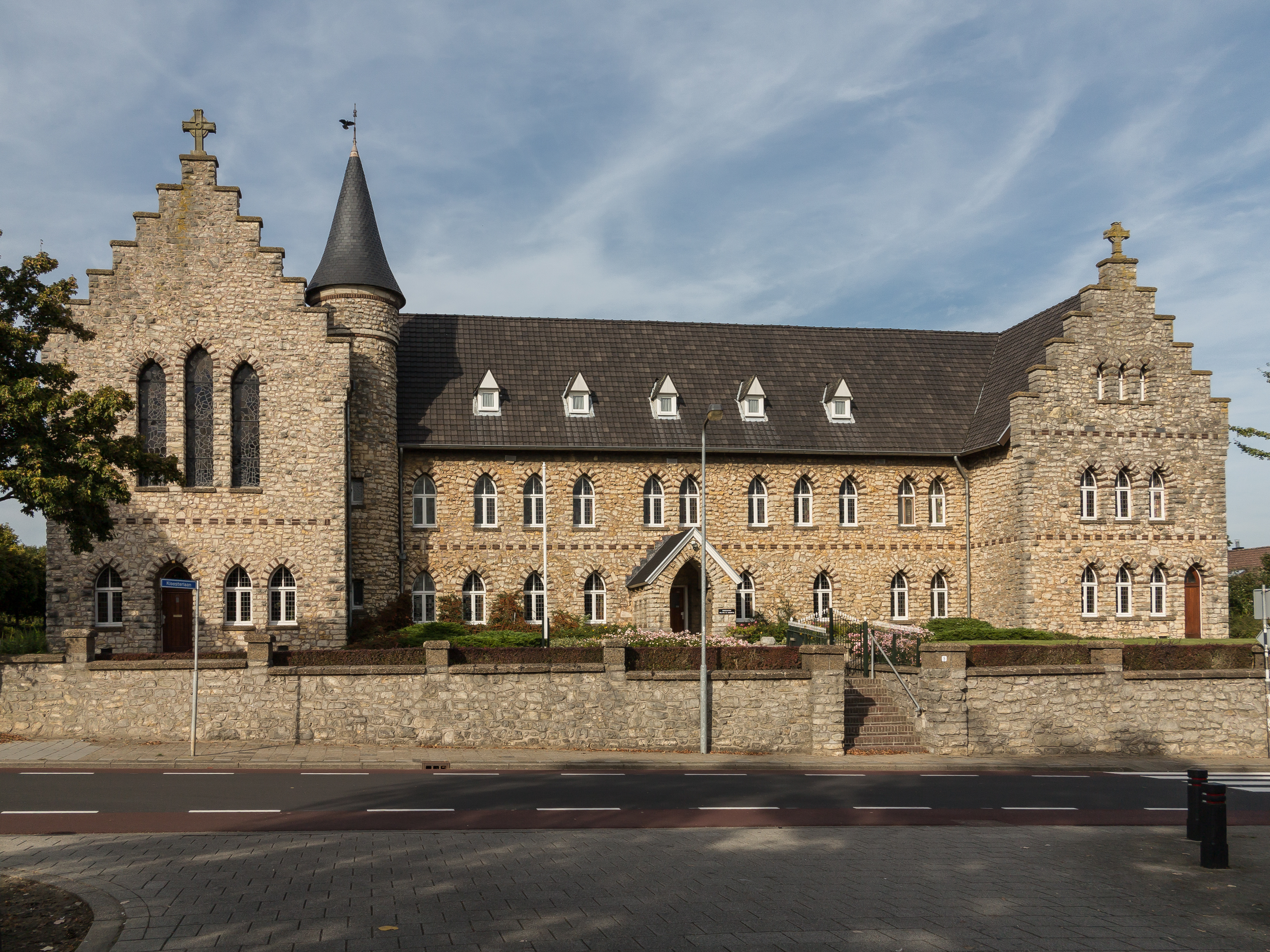
Klooster van de Oblaten
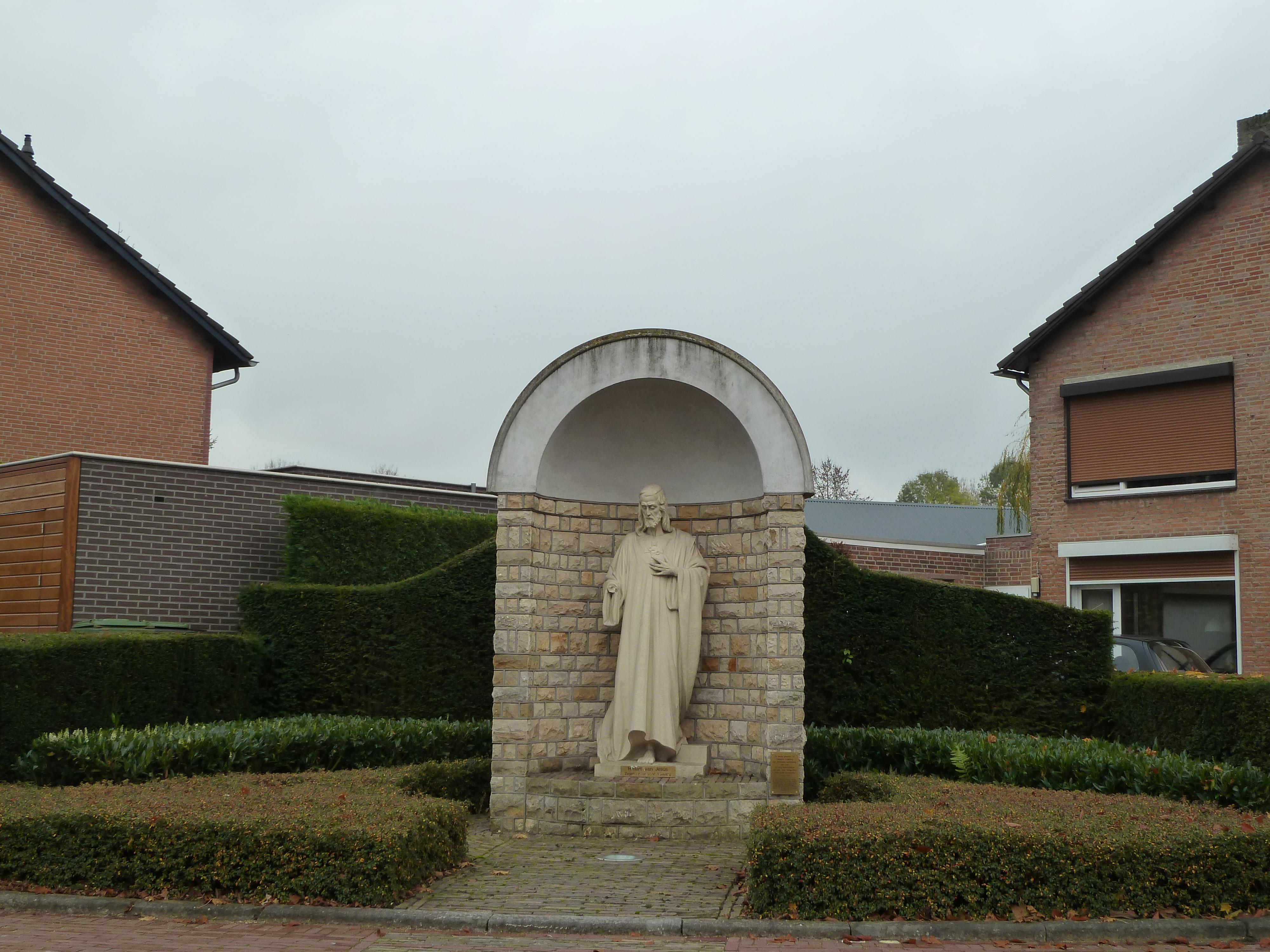
Heilig Hart-nis
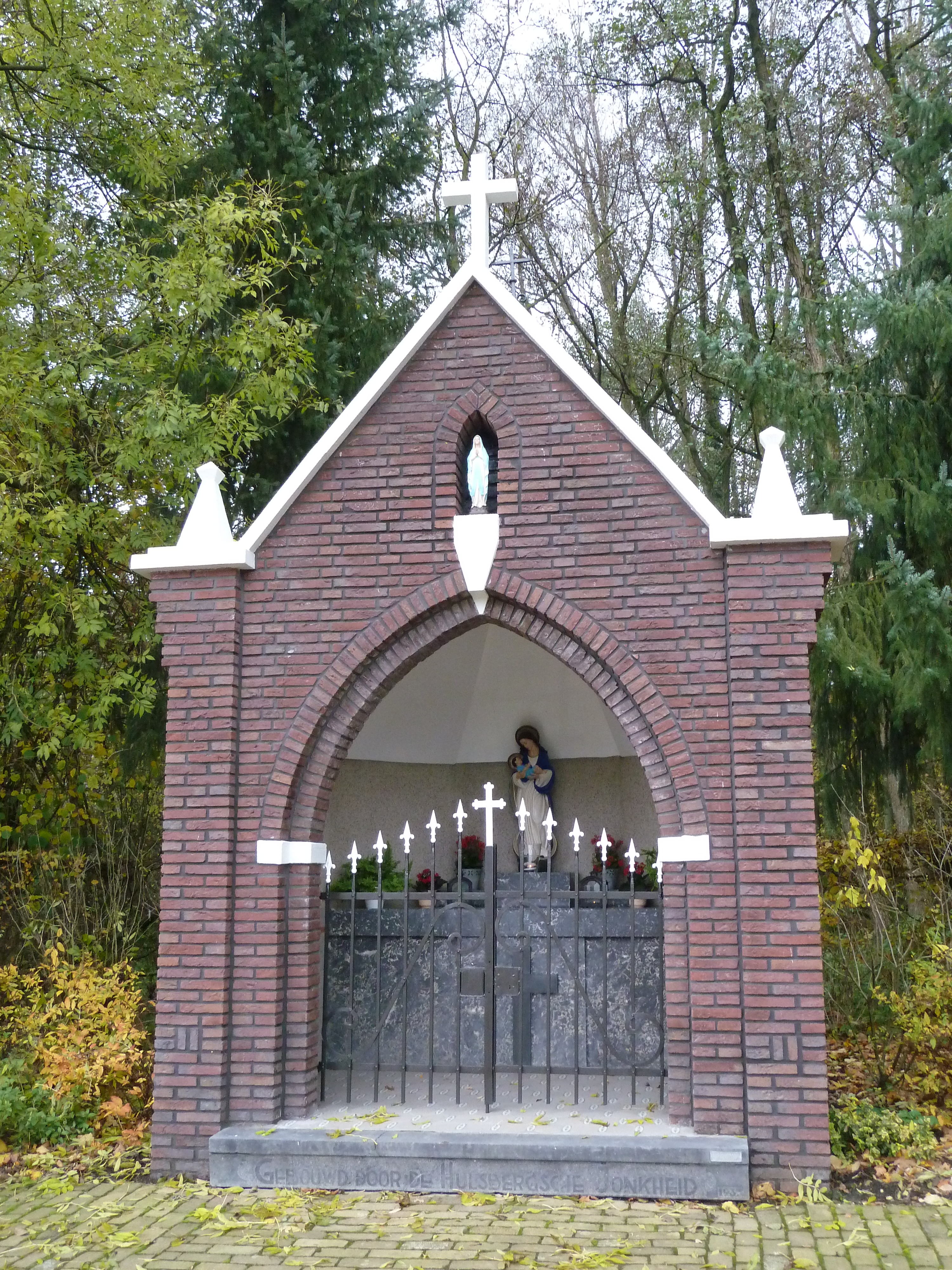
Mariakapel